# Споразуми из Локарна
Споразуми из Локарна су били седам споразума договорених у швајцарском граду Локарно, од 5. до 16. октобра 1925. и формално потписаних у Лондону 1. децембра, у ком су западноевропске савезничке силе и нове државе средње и источне Европе тражиле да осигурају послератне територијалне нагодбе и нормализацију односа са пораженом Немачком (која је у то време била Вајмарска република). Ратификације споразума из Локарна су биле размењене у Женеви 14. септембра 1926. и истог дана су ступиле на снагу. Споразуми су истог дана регистровану у Серији споразума Друштва народа.
Споразуми из Локарна су поделиле границе Европе у две категорије: на западне границе Немачке, које су гаранантоване споразумима из Локарна, и источне границе Немачке са Пољском, које су биле отворене за ревизију, и тако довеле до обновљених немачких захтева за Слободним градом Данцингом насељеним Немцима и територијама насељеним Пољацима које је Пољској доделило Друштво народа, међу којима су Пољски коридор и горња Шлеска.